# Acorigone
Acorigone es un género de arañas araneomorfas de la familia Linyphiidae. Se encuentra en las Azores. 

## Lista de especies
Según The World Spider Catalog 12.0:
- Acorigone acoreensis (Wunderlich, 1992)
- Acorigone zebraneus Wunderlich, 2002